# Richard Anconina
Richard Anconina (* 28. ledna 1953 Paříž) je francouzský filmový herec, držitel Césara.

## Život a kariéra
Pochází z marocké židovské rodiny. Po škole studoval elektrotechniku a vystřídal několik povolání. Později se začal zajímat o herectví a v roce 1978 se objevil v prvním filmu.
Klíčovým byl pro něj snímek Ahoj, tajtrlíku (1983), ve kterém podal výrazný výkon a za který získal, zcela mimořádně, dva Césary. K dalším filmům, ve kterých hrál v následujících létech, patří například Bojovník (1983) s Alainem Delonem, V záři reflektorů (1984) s Catherine Deneuve nebo Nečekaná zrada (1985) s Annie Girardotovou a Jean-Louisem Trintignantem v hlavních rolích.
V roce 1988 hrál společně s Jean-Paulem Belmondem ve filmu Cesta zhýčkaného dítěte režiséra Clauda Leloucha, který pro něj znamenal další nominaci na Césara. Od devadesátých let se sporadicky objevuje také v televizních snímcích.
V roce 2002 byl členem poroty na Festivalu amerických filmů v Deauville.

## Filmografie (výběr)
- 1980 : Bar s telefonem (Le Bar du téléphone), režie Claude Barrois
- 1980 : Inspektor Popleta (Inspecteur la Bavure), režie Claude Zidi
- 1981 : Asphalte (Asphalte), režie Robert Fraisse
- 1981 : Černý talár pro vraha (Une robe noire pour un tueur), režie José Giovanni
- 1981 : Dívka z Lotrinska (La Provinciale), režie Claude Goretta
- 1981 : Volba zbraní (Le Choix des armes), režie Alain Corneau
- 1983 : Ahoj, tajtrlíku (Tchao pantin), režie Claude Berri
- 1983 : Bojovník (Le Battant), režie Robin Davis a Alain Delon
- 1984 : V záři reflektorů (Paroles et musique), režie Elie Chouraqui
- 1985 : Nečekaná zrada (Partir, revenir), režie Claude Lelouch
- 1985 : Policie (Police), režie Maurice Pialat
- 1986 : Rudá zóna (Zone rouge), režie Robert Enrico
- 1988 : Cesta zhýčkaného dítěte (Itinéraire d'un enfant gâté), režie Claude Lelouch
- 1990 : Malý kriminálník (Le Petit criminel), režie Jacques Doillon
- 1996 : Hercule & Sherlock (Hercule et Sherlock), režie Jeannot Szwarc
- 2000 : Americká stopa (Six-Pack), režie Alain Berberian
- 2002 : Gangsteři (Gangsters), režie Olivier Marchal

## Ocenění

### César
Ocenění
- 1984: César pro nejlepšího herce ve vedlejší roli za film Ahoj, tajtrlíku
- 1984: César pro nejslibnějšího herce za film Ahoj, tajtrlíku

Nominace
- 1989: César pro nejlepšího herce za film Cesta zhýčkaného dítěte